# .tz
.tz este un domeniu de internet de nivel superior, pentru Tanzania (ccTLD).